# سیلویو گاتزانیگا
سیلویو گاتزانیگا (به ایتالیایی: Silvio Gazzaniga) زادهٔ (۲۳ ژانویه ۱۹۲۱؛ ۳۱ اکتبر ۲۰۱۶) یک تندیس‌گر ایتالیایی بود. او برای شرکت هنرمندی برتونی کار می‌کرد، سازندهٔ جام تیم قهرمان جام جهانی فوتبال بود. سیلویو گاتزانیگا که به «آقای جام‌ها» شهرت داشت در ۳۱ اکتبر ۲۰۱۶ در سن ۹۵ سالگی درگذشت.
خود گاتزانیگا در مورد جامی که طراحی کرده میگوید که در پی ایجاد سمبلی جهانی پیرامون ورزش و هارمنی جهانی ورزشی بوده‌است، وی در این باره می‌گوید: «من از دو نگاره پایه‌ای الهام گرفته‌ام: نگاره یک ورزشکار پیروز و جهان. می‌خواستم یک نمایش پویا از یک پیروزی ایجاد کنم که می‌تواند هماهنگی، سادگی و صلح را همزمان نشان دهد. این اثر باید دارای خطوط جسورانه و روشن باشد و منعکس کننده افتخار فوتبالیست برنده - فردی که به‌خاطر پیروزی خود سرکش گشته- اما به‌دور از اعتمادبه‌نفسی ابرانسانیست. این قهرمان ورزشی که دنیا را به آغوش کشیده، روزبه روز قوام لازم برای فداکاری را در کنار هم‌تیمی‌هایش و چهره جهانی ورزش؛ از جمله تعهد و آزادی؛ را به نمایش میگذارد.»

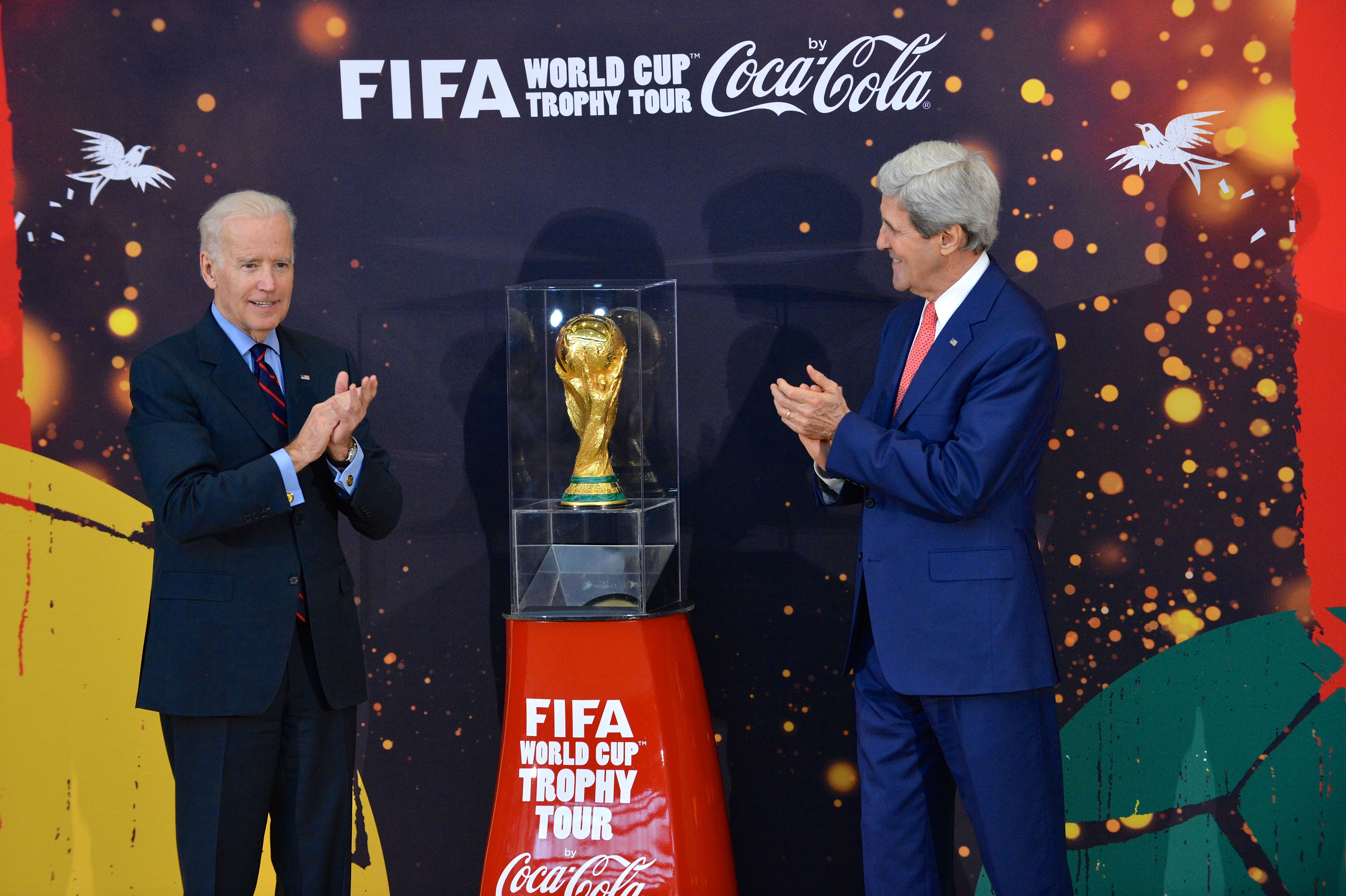
کاپ جام جهانی فوتبال

## جام جهانی فوتبال
گاتزانیگا خالق محبوب‌ترین جایزه فوتبال است. این جام در سال ۱۹۷۱ طراحی و ساخته شد و از آن زمان تا به امروز وی شاهد این بوده که محصولش توسط بازیکنان سرشناس فوتبال دست به دست می‌شود. فرانس بکن‌بائیر نیز نخستین کسی بوده به سال ۱۹۷۴ آن را بالای سر برد.